# Jean-Claude Le Chevère
 (avril 2018).
Jean-Claude Le Chevère est un romancier français, né  à Maroué, dans les Côtes-d'Armor. Après un séjour en Martinique, il a enseigné les lettres  dans divers lycées et collèges bretons et s'est occupé pendant quarante ans d'un club cyclotouriste (Amicale Cyclotouriste Briochine). 